# Gội nếp
Gội nếp (danh pháp khoa học: Aglaia spectabilis) (tiếng Thái: ตาเสือใหญ่, tiếng Khmer: bangkeou damrei) gỗ thuộc họ Meliaceae. 

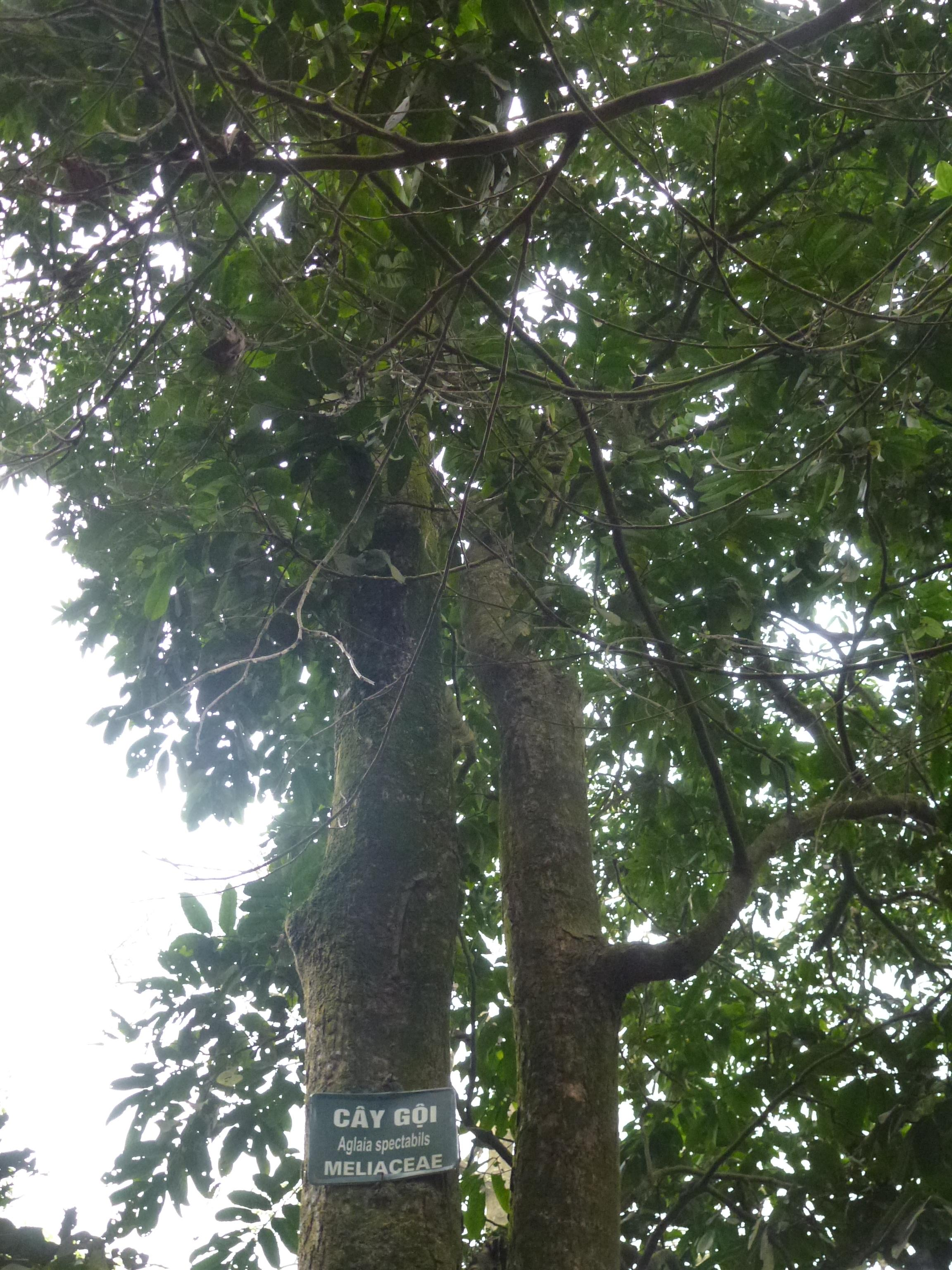
Cây gội nếp tại khu vực đền Hùng, Phú Thọ, Việt Nam

Loài này có ở Úc (Queensland), Campuchia, Trung Quốc, Ấn Độ, Indonesia, Lào, Malaysia, Myanmar, Papua New Guinea, Philippines, quần đảo Solomon, Thái Lan, và Việt Nam.